# كنة رشيد غل مراد (مقاطعة دالاهو)
كنة رشيد غل‌مراد (بالفارسية: کنه رشید گل‌مراد) هي قرية تقع في كرمانشاه في إيران. يقدر عدد سكانها بـ 72 نسمة .